# It's a Big Country
 It's a Big Country és una pel·lícula estatunidenca a esquetxos (vuit episodis) de Clarence Brown, Don Hartman, John Sturges, Richard Thorpe, Charles Vidor, Don Weis i William A. Wellman estrenada el 1951. La pel·lícula descriu en vuit episodis diferents, diferents facetes dels Estats Units i de la seva cultura a través de retrats de ciutadans americans.

## Argument
Un professor viatja en un tren quan sent un passatger fer un comentari sobre "Amèrica". El professor llavors pregunta: "Quina Amèrica"? Això desencadena una sèrie contes sobre la vida americana. Hi ha el conte de Mrs. Riordan, una senyora anciana de Boston. Està preocupada per no haver estat comptads al cens de 1950. Demana que un editor de diari anomenés Callaghan per intervenir-hi, i comet l'equivocació de no prendre-la seriosament.
Hi ha la història d'un immigrant hongarès anomenat Stefan Szabo que és en el negoci de la venda de paprika. Té unes quantes filles i no vol que es casin amb homes d'altres nacionalitats. Rosa s'enamora d'Icarus, que és grec, i ha de vèncer les objeccions del seu pare. Hi ha el conte de Maxie Klein, un jove jueu. Busca la mare d'un jove que va morir a la guerra. La mare no està segura amb Maxie, perquè el seu fill no havia esmentat cap amic jueu, però acaba commoguda per la seva visita.

## Repartiment
- Ethel Barrymore: Sra. Brian Patrick Riordan
- Keefe Brasselle: Sergent Maxie Klein
- Gary Cooper: Texas
- Nancy Davis: Miss Coleman
- Van Johnson: Reverend Adam Burch
- Gene Kelly: Icarus Xenophon
- Janet Leigh: Rosa Szabo Xenophon
- Marjorie Main: Sra. Wrenley
- Fredric March: Joe Esposito
- George Murphy: M. Callaghan
- William Powell: Professor
- S.Z. Sakall: Stefan Szabo
- Lewis Stone: L'home a l'església
- James Whitmore: M. Stacey
- Keenan Wynn: Michael Fisher
- Leon Ames: L'home dels Serveis Secrets
- Angela Clarke: Mama Esposito
- Robert Hyatt: Joseph Esposito
- Sharon McManus: Sam Szabo